# Lijst van voetbalinterlands Andorra - Cyprus
Deze lijst van voetbalinterlands is een overzicht van alle officiële voetbalwedstrijden tussen de nationale teams van Andorra en Cyprus. De landen hebben tot op heden vijf keer tegen elkaar gespeeld. De eerste ontmoeting was een kwalificatiewedstrijd voor het Wereldkampioenschap voetbal 2002 in Andorra la Vella op 2 september 2000. Het laatste duel, een kwalificatiewedstrijd voor het Europees kampioenschap voetbal 2016, was op 12 juni 2015 in Andorra la Vella.

## Wedstrijden
| № | Plaats           | Datum            | Competitie           | Wedstrijd        | Uitslag |
| - | ---------------- | ---------------- | -------------------- | ---------------- | ------- |
| 1 | Andorra la Vella | 2 september 2000 | WK 2002 kwalificatie | Andorra − Cyprus | 2 − 3   |
| 2 | Nicosia          | 15 november 2000 | WK 2002 kwalificatie | Cyprus − Andorra | 5 − 0   |
| 3 | Larnaca          | 11 augustus 2010 | Vriendschappelijk    | Cyprus − Andorra | 1 − 0   |
| 4 | Nicosia          | 16 november 2014 | EK 2016 kwalificatie | Cyprus − Andorra | 5 − 0   |
| 5 | Andorra la Vella | 12 juni 2015     | EK 2016 kwalificatie | Andorra − Cyprus | 1 − 3   |

## Samenvatting
| Competitie        | Totaal gespeeld | Winst Andorra | Gelijk | Winst Cyprus | Doelsaldo Andorra – Cyprus |
| ----------------- | --------------- | ------------- | ------ | ------------ | -------------------------- |
| WK-kwalificatie   | 2               | 0             | 0      | 2            | 2 − 8                      |
| EK-kwalificatie   | 2               | 0             | 0      | 2            | 1 − 8                      |
| Vriendschappelijk | 1               | 0             | 0      | 1            | 0 − 1                      |
| Totaal            | 5               | 0             | 0      | 5            | 3 − 17                     |

Wedstrijden bepaald door strafschoppen worden, in lijn met de FIFA, als een gelijkspel gerekend.

## Details

### Vierde ontmoeting
| EK 2016 kwalificatie (scheidsrechter Mark Clattenburg, Strovolos, 16 november 2014): |              | |
| Cyprus | 5 – 0        | Andorra |
| Giorgos Merkis 10' Giorgos Efraim 31' Giorgos Efraim 42' Giorgos Efraim 60' Dimitris Hristofi 87' (pen.)                                                                                                   | goals        | |
| Pambos Hristodoulou | bondscoach   | Koldo Álvarez |
| Antonis Georgallidis Marios Antoniadis Giorgos Merkis Angelis Haralambous Eustathios Aloneftis 46' Marios Nikolaou Vincent Laban Dimitris Hristofi Giorgos Efraim 78' Jason Dimitriou Nestoras Mytidis 63' | opstellingen | Ferran Pol 49' Ildefons Lima 74' Jordi Rubio Marc Vales Marc García Renom 46' Marco Vieira Gabi Reira Cristian Martínez Emili García Iván Lorenzo Marc Pujol |
| Andreas Makris 46' Georgios Kolokoudias 63' Konstantinos Laifis 78' | wissels      | 46' Josep Ayala 49' Adri Rodrígues 74' Víctor Rodríguez |
| | gele kaarten | 44' Cristian Martínez 83' Marc Pujol |
| - Debuut van Konstantinos Laifis (AA Anorthosis) en Georgios Kolokoudias (AC Ayia Napa) voor Cyprus. |              | |

### Vijfde ontmoeting
| EK 2016 kwalificatie (scheidsrechter Tobias Welz, Andorra la Vella, 12 juni 2015):                                                                                  |              | |
| Andorra | 1 – 3        | Cyprus |
| Dosa Júnior 2' (e.d.) | goals        | 14' Nestoras Mytidis 45' Nestoras Mytidis 53' Nestoras Mytidis |
| Koldo Álvarez | bondscoach   | Pambos Hristodoulou |
| Ferran Pol Víctor Rodríguez Jordi Rubio Marc Vales Adri Rodrígues Marc García Renom Josep Ayala 60' Cristian Martínez Marc Rebés 80' Sergi Moreno 67' Aaron Sánchez | opstellingen | Antonis Georgallidis Marios Antoniadis Valentinos Sielis Dosa Júnior Marios Nikolaou 88' Konstantinos Makridis 76' Vincent Laban Giorgos Efraim 82' Dimitris Hristofi Nestoras Mytidis Jason Dimitriou |
| Óscar Sonejee 60' Ildefons Lima 67' Edu Peppe 80' | wissels      | 76' Giorgos Economidis 82' Nektarios Alexandrou 88' Grigoris Kastanos |
| Jordi Rubio 6' Josep Ayala 37' Marc Rebés 50' Marc García Renom 56'                                                                                                 | gele kaarten | 26' Vincent Laban |